# Chérif Sid Cara
Chérif Sid Cara, né le 26 novembre 1902 à Mila (Algérie) et mort le 6 mars 1999 à Grenoble (France), est un homme politique français. Il est l'une des principales personnalités politiques musulmanes favorables à la France pendant la guerre d'Algérie. Sa famille est d'origine turque. 

## Carrière politique
Il est tour à tour conseiller de la République, c'est-à-dire sénateur (élu le 8 décembre 1946 sur la Liste démocratique d’union franco-musulmane, réélu le 7 novembre 1948 et le 18 mai 1952), puis député (élu le 20 septembre 1953, réélu le 30 novembre 1958 sur la liste de l'Union pour le renouveau de l’Algérie française). Il siège au Sénat en tant que membre apparenté au "Groupe du rassemblement des gauches républicaines et de la Gauche démocratique" d'avril 1949 à septembre 1953. 
Il exerce également divers mandats locaux en Algérie comme adjoint au maire d'Oran dès 1935, réélu en 1953, maire de Misserghin (département d'Oran) jusqu'en juillet 1962, membre puis président du conseil général d'Oran (1955-1962).
Il est brièvement secrétaire d'État à l'Algérie à la fin de la Quatrième République dans les gouvernements Bourgès-Maunoury, du 12 juin au 30 septembre 1957, et Gaillard, du 6 novembre 1957 au 15 avril 1958. 
Il devient ensuite coprésident, avec le général Jacques Massu, du Comité de Salut Public de l'Algérie (pré-putschistes pro-Algérie française qui forcent l'arrivée de de Gaulle au pouvoir) en mai 1958, puis réélu en novembre à l'Assemblée nationale, où il siège jusqu'en 1962.
En 1959, sa sœur Nafissa Sid Cara est élue députée d'Alger et entre au gouvernement Michel Debré dans lequel elle demeure jusqu'en 1962.
Lui-même putschiste en 1958, Chérif Sid Cara, en tant que président du conseil général d'Oran, publie avec vingt autres conseillers généraux un communiqué de soutien le 24 avril 1961 au putsch d'Alger des généraux Raoul Salan, Maurice Challe, Edmond Jouhaud et André Zeller. Ils y « saluent avec ferveur l’aube d’une Algérie définitivement française, gage évident d’une fraternité réelle… », et « …présentent l’hommage profondément ému de leur reconnaissance à l’armée française et à ses chefs dont ils se déclarent totalement solidaires… ».
Il est l'un des trois seuls secrétaires d'État algériens musulmans de la République française après Abdelkader Barakrok et avant sa sœur Nafissa Sid Cara. C'est seulement après quarante ans qu'un musulman est à nouveau membre d'un gouvernement français, Tokia Saïfi, rejointe ensuite par un vétéran de l'Algérie française, Hamlaoui Mékachéra.